# Rytm wiersza
Rytm wiersza – uchwytna dla odbiorcy powtarzalność fragmentów tekstu równoważnych pod względem budowy.
O rytmicznej budowie wiersza decydują:
- stała liczba sylab w wersach,
- stała liczba sylab wraz z jednakowym uporządkowaniem akcentów,
- stała liczba akcentów,
- regularne występowanie średniówki i rymów.

## Przykłady rytmu wiersza
I miał na twarzy taki wyraz boski
Jak ten co wiersze pisząc liczy zgłoski.

Źródło

Wysokie góry i odziane lasy!
Jako rad na was patrzę, a swe czasy

Źródło